# Giải quần vợt Mỹ Mở rộng 2019 - Đôi nữ xe lăn
Diede de Groot và Yui Kamiji là đương kim vô địch, nhưng đánh cặp với tay vợt khác tại giải lần này. Kamiji đánh cặp với Giulia Capocci, nhưng thua tại bán kết trước de Groot và Aniek van Koot.
De Groot bảo vệ thành công chức vô địch với Aniek van Koot, sau khi đánh bại Sabine Ellerbrock và Kgothatso Montjane 6–2, 6–0 tại chung kết.

## Hạt giống
1. Diede de Groot /  Aniek van Koot
2. Marjolein Buis /  Dana Mathewson (Bán kết)

## Bốc thăm

### Từ viết tắt
| - Q = Vòng loại - WC = Đặc cách - LL = Thua cuộc may mắn - Alt = Thay thế - SE = Miễn đặc biệt | - PR = Bảo toàn thứ hạng - w/o = Thắng nhờ đối thủ rút lui trước trận đấu - r = Bỏ cuộc giữa trận đấu - d = Bị xử thua - SR = Xếp hạng đặc biệt |

### Sơ đồ
|  | Bán kết | Bán kết                              | Bán kết | Bán kết                              | Bán kết |                               |   | Chung kết | Chung kết | Chung kết | Chung kết | Chung kết |  |
|  |         |                                      |         |                                      |         |                               |   |           |           |           |           |           |  |
|  | 1       | Diede de Groot Aniek van Koot        | 6       | 7                                    |         |                               |   |           |           |           |           |           |  |
|  | 1       | Diede de Groot Aniek van Koot        | 6       | 7                                    |         |                               |   |           |           |           |           |           |  |
|  |         | Giulia Capocci Yui Kamiji            | 2       | 5                                    |         |                               |   |           |           |           |           |           |  |
|  |         | Giulia Capocci Yui Kamiji            | 2       | 5                                    | 1       | Diede de Groot Aniek van Koot | 6 | 6         |           |           |           |           |  |
|  |         |                                      |         |                                      |         | Diede de Groot Aniek van Koot | 6 | 6         |           |           |           |           |  |
|  |         |                                      |         | Sabine Ellerbrock Kgothatso Montjane | 2       | 0                             |   |           |           |           |           |           |  |
|  |         | Sabine Ellerbrock Kgothatso Montjane | 6       | Sabine Ellerbrock Kgothatso Montjane | 2       | 0                             | 4 | [10]      |           |           |           |           |  |
|  |         |                                      |         |                                      |         |                               |   | [10]      |           |           |           |           |  |
|  | 2       | Marjolein Buis Dana Mathewson        | 1       | 6                                    | [6]     |                               |   |           |           |           |           |           |  |